# Xzibit
Xzibit (se pronuncia como a palavra inglesa "exhibit"), nome artístico de Alvin Nathaniel Joiner (Detroit, Michigan, 18 de Setembro de 1974), é um rapper, ator e personalidade televisiva dos Estados Unidos. Ele é bastante conhecido por ser o apresentador do programa da MTV Pimp My Ride. Criou esse programa junto com seu melhor amigo Mad Mike, um especialista automobilista. De 1996 a 2006, ele lançou um cada a cada dois anos. O seu último álbum data de 2012.

## Biografia
Xzibit nasceu em Detroit, no estado de Michigan, onde ele viveu até a mãe falecer, ele tinha nove anos quando o pai dele recasou, o rapper acabou no Novo México. Ele faz seu caminho eventualmente pelo sudoeste, ficando no Arizona por pouco tempo. Durante este tempo, porém, Xzibit começou a se meter em problemas, aos 14 anos, ele foi levado de casa durante dois anos, "Eu só era selvagem", ele diz sobre esses dias conturbados. Xzibit foi libertado do estado no seu próprio reconhecimento como um adulto aos 17. Mais tarde conseguiu juntar dinheiro e pulou no seu Jeep indo em direção a Califórnia.
Xzibit, que começou a escrever rimas com dez anos, acabando por ser juntar com produtor "Broadway" por volta de 92 em Los Angeles, que ele conheceu através do grupo, "Madcap". Xzibit devia aparecer pela primeira vez com "Ahlee Rocksta" como "The Shady Bunch", com Broadway produzindo, mas essa parada deu errado. Xzibit decidiu seguir carreira solo, com seu amigo Pen One, que produziu o ameaçante "Enemies & Friends" neste LP como seu DJ.
Broadway o ajudou, apresentando-o ao "Tha Alkaholiks" que em troca o apresentou ao King Tee. Xzibit fez então "Freestyle Ghetto" no "King Tee IV Life", e depois disso se ocupou fazendo "Coast to Coast", "Hit and Run" e "Flashback" onde ele mostrou seu lado humorístico como um dos "The Baby Babbas". Steve Rifkin, o olheiro da Loud/RCA Records lhe ofereceu logo uma proposta.
Depois que foi criado por uma família disfuncional como "Tha Alkaholiks", Xzibit trabalhou duro para alcançar uma posição estável no mundo do hip hop. O álbum de estréia At The Speed Of Life, produzido por E-Swift acentua habilidades ao invés da imagem. As rimas de Xzibit ressonam porque ele fala com o coração como um indivíduo comum, ao invés de tentar retratar uma falsa celebridade do hip hop. Antes de lançar seu álbum, ele apareceu nos registros de Likwit, membro do grupo King Tee (King Tee IV Life), e Tha Alkaholiks (Coast to Coast). Agradando com estes desempenhos, foi oferecida a Xzibit uma transação com a LOUD e saiu o primeiro disco dele.

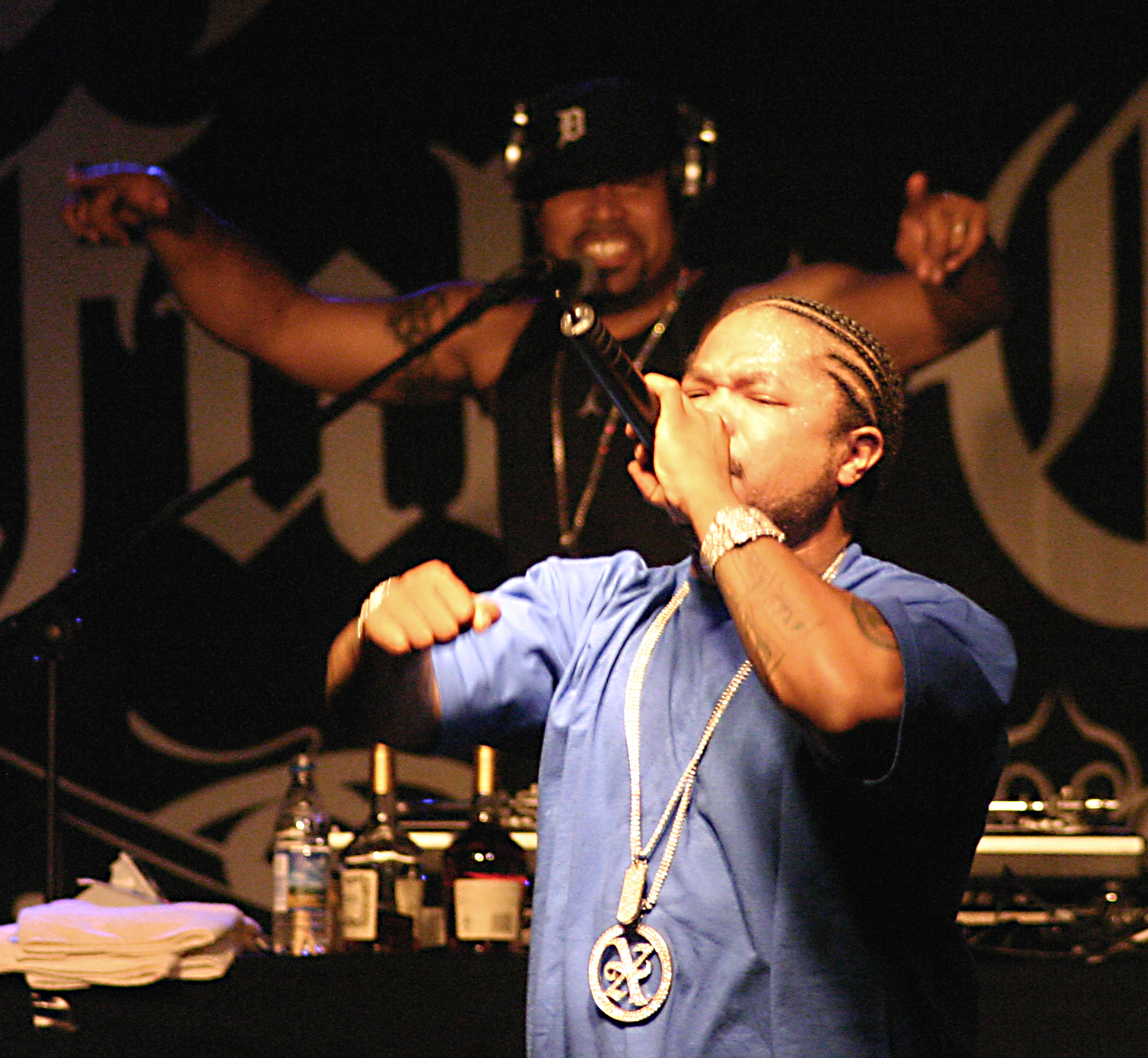
Xzibit em 2007 na cidade de Berlim, Alemanha.

As experiências dele com Tha Alkaholiks, ambos no estúdio e na estrada, era fundamental no desenvolvimento dele como um artista. Xzibit absorveu a experiência do grupo, e aprendeu o que realmente estava acontecendo no show business. "Porra, nem tudo é mamão com açúcar". Ele comenta, "Você realmente tem que trabalhar em um álbum, no palco, você tem que fazer um verdadeiro espetáculo, você não pode apenas ir lá e cantar, você  precisa de uma presença de palco".
Nos discos, a presença de Xzibit é muito característica. Ele canta principalmente sobre as suas próprias experiências de vida, e não tem nenhum medo de se revelar em uma canção. As letras de Xzibit são firmemente centradas na realidade; ele não tenta fazer o papel de uma estrela de rap imortal. Percebendo que sua vida é tão vulnerável quanto à do próximo, ele colocou uma faixa no álbum, "The Foundation" que é uma carta sobre as tribulações de crescer endereçada ao seu próprio filho de um ano de idade. "Hoje em dia, é fácil ser pego. Poderia haver um momento onde eu sou levado cedo, eu só quis dizer algo a meu filho no caso de que em algum momento eu não esteja por perto para lhe falar pessoalmente".
Achando que seus estilos e personalidades combinam, Xzibit se juntou com Ras Kass e Saafir para formar um trio conhecido como The Usual Suspects. Eles colaboraram inicialmente no estúdio para produzir uma música, mas logo percebeu que havia mais potencial com a união de suas forças. Num futuro próximo os três estão indo ao estúdio para gravar um álbum, o que muitos fãs estarão esperando impacientemente.
Em 2014, Xzibit fez uma colaboração do album Hydra, da banda holandesa Within Temptation, com a canção "And We Run".

## Discografia
At the Speed of Life
- Lançamento: 15 de Outubro, 1996
- Gravadora: Loud Records / RCA
- Posição: 74º (E.U.A)
- Vendas: 180,000 cópias (E.U.A)
- Singles: "Paparazzi", "The Foundation"

40 Dayz & 40 Nightz
- Lançamento: 25 de Agosto, 1998
- Gravadora: Loud Records / RCA
- Posição: 58º (E.U.A)
- Vendas: 190.000 cópias (E.U.A)
- Singles: "Los Angeles Times", "What U See Is What U Get", "3 Card Molly"

Restless
- Lançamento: 12 de Dezembro, 2000
- Gravadora: Loud Records / Columbia / Open Bar
- Posição: 12º (E.U.A)
- E.U.A: 1.330,000 cópias (E.U.A)
- Mundo: 670,000 cópias
- Singles: "X", "Front 2 Back", "Get Your Walk On", "Best of Things"

Man vs. Machine
- Lançamento: 1º de Outubro, 2002
- Gravadora: Loud Records / Columbia / Open Bar
- Posição: 3º (E.U.A), 8º (Canadá)
- Vendas: * 590.000 cópias (E.U.A)
- Mundo: 345.000 cópias
- Singles: "Multiply", "Symphony in X Major" (feat. Dr. Dre), "My Name" (feat. Dr. Dre, Eminem, Nate Dogg)

Weapons of Mass Destruction
- Lançamento: 14 de Dezembro, 2004
- Gravadora: Sony / Columbia / Open Bar
- Posição: 43º (E.U.A)
- Vendas: 656.200 cópias (E.U.A)
- Singles: "Hey Now (Mean Muggin)", "LAX"

Full Circle
- Lançamento: 17 de Outubro, 2006
- Gravadora: Koch / Open Bar
- Posição:50º (E.U.A)
- Vendas: 148.966 cópias
- Singles: "Concentrate", "Thank You", "Family Values", "The Whole World"

## Filmografia
| Ano      | Filme                                        | Papel                            | Notas                                                                                    |
| -------- | -------------------------------------------- | -------------------------------- | ---------------------------------------------------------------------------------------- |
| 1999     | The Breaks                                   | Jamal                            |                                                                                          |
| 2000     | Tha Eastsidaz                                | Blue                             |                                                                                          |
| 2001     | The Wash                                     | Wayne                            |                                                                                          |
| 2002     | 8 Mile                                       | Mike                             |                                                                                          |
| 2002     | The Country Bears                            | Ele mesmo                        | Aparição                                                                                 |
| 2003     | Full Clip                                    | Duncan                           |                                                                                          |
| 2005     | xXx: State of the Union                      | Zeke                             | lançado como xXx: The Next Level em outros países                                        |
| 2005     | Derailed                                     | Dexter                           |                                                                                          |
| 2005     | Hoodwinked                                   | Chief Ted Grizzly                | Voz                                                                                      |
| 2006     | Gridiron Gang                                | Malcolm Moore                    |                                                                                          |
| 2008     | The X-Files: I Want to Believe               | FBI Special Agente Mosley Drummy |                                                                                          |
| 2008     | American Violet                              | Darrell Hughes                   |                                                                                          |
| 2009     | The Bad Lieutenant: Port of Call New Orleans | Big Fate                         |                                                                                          |
| 2010     | Malice n Wonderland                          | Jabberwock                       | Curta-metragem, incluído More Malice e relançamento Mais do homônimo álbum de Snoop Dogg |
| 2011     | Weekends at Bellevue                         | Chuck                            | Televisão Filme                                                                          |
| 2012     | Something from Nothing: The Art of Rap       | Ele mesmo                        | Documentario                                                                             |
| 2012     | Seal Team 6: The Raid On Osama Bin Laden     | Mule                             | Televisão Filme                                                                          |
| Sem-Data | Fencewalker                                  |                                  | Pós-produção                                                                             |
| Sem-Data | Guardians of Luna                            | Alan Jedda                       | As filmagens e papel de voz                                                              |

## Filmes de concerto
| Ano  | Filme                                     | Papel     | Notas                                   |
| ---- | ----------------------------------------- | --------- | --------------------------------------- |
| 2000 | The Up in Smoke Tour                      | Ele mesmo |                                         |
| 2001 | Xzibit: Restless XPosed                   | Ele mesmo | Documentário, diretor e produtor também |
| 2001 | Tha Alkaholiks: X.O. The Movie Experience | Ele mesmo |                                         |
| 2003 | All Access Europe                         | Ele mesmo |                                         |
| 2004 | Strong Arm Steady                         | Ele mesmo | Documentário                            |
| 2008 | Tha Alkaholiks: Live from Rehab           | Ele mesmo |                                         |

## Televisão Series
| Ano         | Serie                           | Papel                     | Notas                                                           |
| ----------- | ------------------------------- | ------------------------- | --------------------------------------------------------------- |
| 2001        | MTV Cribs                       | Ele mesmo                 | 1 episódio (Xzibit, Boy George, Penny Hardaway, Al Harris)      |
| 2001        | The Slim Shady Show             | Knuckels                  | Voz                                                             |
| 2002        | Cedric the Entertainer Presents | Mack Daddy                | 1 episódio (Mack Daddy)                                         |
| 2004        | CSI: Miami                      | Dwayne "10-Large" Jackman | 1 episódio (The Rap Sheet)                                      |
| 2004 - 2007 | Pimp My Ride                    | Ele mesmo                 | Anfitrião, também produtor                                      |
| 2006 - 2007 | The Boondocks                   | Ele mesmo                 | 2 episódios (The Real, The Story of Thugnificent), papel de voz |
| 2010        | Detroit 1-8-7                   | Russel Pits               | 1 episódio (Royal Bubbles / Needle Drop)                        |
| 2010 - 2012 | Extreme Makeover: Home Edition  | Ele mesmo                 | apareceu 3 vezes como ator convidado na temporada 2009/2010     |

## Video Game
| Ano  | Filme                                              | Papel     | Notas                                                                            |
| ---- | -------------------------------------------------- | --------- | -------------------------------------------------------------------------------- |
| 2000 | Madden NFL 2001                                    | Ele mesmo | Personagem jogável                                                               |
| 2004 | The Chronicles of Riddick: Escape from Butcher Bay | Abbott    | Voz                                                                              |
| 2004 | Def Jam: Fight for NY                              | Ele mesmo | Personagem jogável                                                               |
| 2004 | NFL Street 2                                       | Ele mesmo | Guia, Narrador, personagem jogável, lançado como NFL Street 2 Unleashed para PSP |
| 2006 | Pimp My Ride                                       | Ele mesmo | Guia, Narrador                                                                   |
| 2006 | Def Jam Fight for NY: The Takeover                 | Ele mesmo | Personagem jogável                                                               |
| 2009 | The Chronicles of Riddick: Assault on Dark Athena  | Abbott    | Voz                                                                              |